# Ignacy Frontczak
Ignacy Frontczak (ur. 30 stycznia 1886 w Ozorkowie, zm. 11 lutego 1961 w Zgierzu) – działacz komunistyczny i związkowy.

## Życiorys
Był samoukiem. Od 1902 uczył się jako terminator tkactwa. W 1904 został tkaczem w prywatnym warsztacie w Zgierzu. Od 1905 członek SDKPiL, za działalność w której 1905–1907 był kilka razy aresztowany i więziony w Piotrkowie, Kaliszu i Sieradzu, a w 1907 skazany na 8 lat katorgi. W 1910 osadzony w twierdzy w Szlisselburgu, później w Centralnym Więzieniu Aleksandrowskim w guberni irkuckiej. W 1914 zwolniony, do jesieni 1917 pracował w kamieniołomach w Irkucku. Działał w Radach Delegatów Robotniczych. W listopadzie 1917 walczył przeciw antybolszewickiemu powstaniu junkrów w Irkucku, a w 1918 przeciw Korpusowi Czechosłowackiemu i „białej” armii Aleksandra Kołczaka. Później był inspektorem podatkowym w Kulindze w obwodzie wierchojańskim. Działał w Związkach Zawodowych w Irkucku i – od 1922 w Rosyjskiej Komunistycznej Partii (bolszewików). Do 1922 był magazynierem w fabryce oleju. W 1923 wrócił do Zgierza, gdzie wstąpił do KPRP. Członek Komitetu Dzielnicowego (KD) KPRP/KPP w Zgierzu, a w latach 1927–1934 jego sekretarz. W maju-sierpniu 1927 był delegatem KPP z Łodzi na IV Zjazd KPP pod Moskwą. Od 1934 działacz polskich związków zawodowych, współorganizator wielu strajków i manifestacji robotniczych. Od września 1939 do stycznia 1943 ukrywał się w gminie Lućmierz, później do stycznia 1945 pracował w fabryce samolotów w Łodzi. W styczniu 1945 był współorganizatorem PPR w Zgierzu i do marca 1945 był II sekretarzem Komitetu Miejskiego (KM) tej partii. Później był przewodniczącym Powiatowej Rady Związków Zawodowych w Zgierzu. Od 1951 pracownik Miejskiego Przedsiębiorstwa Remontowo-Budowlanego i I sekretarz POP PZPR. Od 1954 na rencie. Był odznaczony Orderem Sztandaru Pracy I klasy (28 kwietnia 1955).